# Croton calycularis
Espèce
Croton calycularis est une espèce de plantes à fleurs du genre Croton et de la famille des Euphorbiaceae, présente de la Colombie jusqu'au nord du Brésil.